# 丸和油脂
丸和油脂株式会社（まるわゆし、英：MARUWAYUSHI CO.,LTD.）は、東京都品川区に本社を置くマーガリンなどを製造・販売をしている企業である。

## 概要
大正12年創業の老舗食品メーカーであり、マヨネーズ類、ドレッシング類やマーガリン類、精製油脂じゃがいもの加工品などの製造・販売を手掛けている企業であり、学校給食・製菓製パン・業務用・家庭用等の分野において商品が活用されており、学校給食や外食チェーン・製パンなど業務用に実績がある。

## 沿革
- 大正12年 創業（初代）社長高橋直七が丸和商会として本社現在地にマーガリン工場を創設
- 昭和22年 丸和油脂株式会社と称号を変更、資本金18万円で発足
- 昭和36年 資本金1,750万円に増資
- 昭和40年 デンマーク製マーガリン製造機パーフェクタープラントを新設
- 昭和41年 資本金2,800万円に増資
- 昭和43年 全国で最初の給食用専門工場を埼玉県春日部市に建設
- 昭和44年 資本金4,200万円に増資
- 昭和46年 本社工場を春日部市に全面移設、併せて本社社屋の建設に着工、同年11月鉄筋鉄骨コンクリート8階建を完成
- 昭和49年 資本金6,300万円に増資、ドイツ製マーガリンプラント増設
- 昭和51年 マヨネーズJAS認定工場となる
- 昭和59年 学校給食への貢献を認められ文部大臣賞を受賞
- 昭和60年 マーガリン製造ライン増強
- 平成元年 施設・衛生良好との理由で厚生大臣賞を受賞
- 平成5年 滋賀県永源寺物流センター開設
- 平成11年 滋賀県永源寺物流センターを滋賀工場と改名、マヨネーズのJAS認定工場となる
- 平成13年 栃木県那須工場完成
- 平成15年 那須工場HACCPシステムを取得
- 平成20年 創業85年を迎える
- 平成23年 春日部工場HACCPシステムを取得、北海道美幌新工場完成　北海道美幌工場カーボンオフセット認定　第45回グッドカンパニー大賞優秀企業賞受賞
- 平成24年 丸和油脂物流センター開設（春日部工場内）

出典：

## 商品一覧
マーガリン類
- RB-1
- アルハユニソーヤマーガリン
- クレマリー 800
- ナポレオン 700
- CP マスター
- ガーリックスプレッド
- ホテルソフトファットスプレッド

ショートニング
- テンパール

マヨネーズ
- プラセしょうゆマヨ（ソテーオニオン入り）
- アルハL&Mノンエッグハーフ
- ラッキーマヨネーズ
- アルハL&Mノンエッグタルタルハーフ
- No.1 ラッキーマヨネーズ
- ラッキーベーカリー
- No.100 ラッキーマヨネーズ
- デリシャスソース
- ホテルマヨネーズ シルバー

ドレッシング
- アルハノンオイルドレッシング クリーミー胡麻
- アルハノンオイルドレッシング クリーミーフレンチ
- アルハ和風ドレッシングN
- アルハ胡麻ドレッシングN
- アルハ中華ドレッシングN
- アルハ胡麻ドレッシング

スプレッド
- デキシーPremiumピーナッツクリーム
- デキシーPremiumチョコレートクリーム
- デキシーあずきミルククリーム
- デキシー黒豆きなこクリーム
- デキシーピーナッツクリーム
- デキシーチルドチョコ
- デキシーマーシャルビンズ（チョコ大豆）
- デキシーピーナッツクリーム
- デキシーチョコレートクリーム
- デキシーレーズンクリーム

フィリング
- アルファ Ｆトーストベース（メープル味）
- デキシーピーナッツスプレッド
- デキシーミルクベースクリーム
- デキシーきなこスプレッド
- デキシークッキー&バニラクリーム

ゼリー
- 野菜入り ファイバーゼリー

北海道物産品
- 北海じゃがバター【4個入】
- ポテトもち 【60g×10枚入】
- かぼちゃだんご【60g×10枚入】

出典：

## 拠点一覧
営業所
- 札幌営業所
- 仙台営業所
- 名古屋営業所
- 大阪営業所
- 福岡営業所

工場
- 春日部工場
- 那須工場
- 滋賀工場
- 北海道美幌工場

出典：

## 関連会社
- 丸和ホールディングス株式会社（持株会社）
- フレッシュ食品株式会社
- 丸石包材株式会社
- 株式会社エクサブレイン

出典：